# Княжево (исторический район, Санкт-Петербург)
Княжево — бывший дачный посёлок на юго-западе Санкт-Петербурга.
В XVIII—XIX веках в районе будущего Княжева, примыкавшем к Петергофской дороге, находились дачи вельмож, в частности, имение Льва Нарышкина «Левендаль». Со временем часть земель перешла во владение немецких колонистов Шеферов и Берчей.
В начале XX века земельный участок южнее реки Красненькой приобрёл князь Николай Евгеньевич Куткин. В октябре 1904 года он подал прошение в уездную земскую управу об утверждении предложенного им плана посёлка под названием «Княжево». План был утверждён в мае 1906 года. Вскоре возник дачный посёлок, просуществовавший чуть более полувека.
Здание Княжевской подстанции построено в 1914—1915 годах как часть инфраструктуры Ораниенбаумской электрической железной дороги (Оранэлы).
В 1924 году он был переименован в честь революционера-путиловца Ивана Огородникова, однако название «посёлок имени Огородникова» не привилось. В годы Великой Отечественной войны посёлок был в значительной мере разрушен.
В 1961 году началась застройка территории Княжева хрущёвскими пятиэтажками и на месте посёлка вырос новый городской район, в 1963 году вошедший в черту Ленинграда. Название посёлка вышло из употребления, вытесненное названием всего планировочного района южнее Красненькой речки — Дачное.
С 2011 года оно восстановлено в виде наименования муниципального округа, находящегося на территории, которую ранее занимал посёлок.